# Puerto de Gennevilliers
El puerto de Gennevilliers (en francés: Port de Gennevilliers) es el puerto más grande de la región de Isla de Francia, el mayor puerto fluvial de Francia y el segundo puerto fluvial más grande de Europa (después del de Duisburgo, en Alemania). Se encuentra ubicado en la comuna de Gennevilliers, en el norte del departamento de Altos del Sena. 
Es principalmente un puerto comercial. Se trata de un terminal de suministro importante para carga no perecedera de semiacabados del tramo inferior del Sena (a través de El Havre) y también para materiales pesados transportados por el sistema de canales francés. Estos artículos son en su mayoría, los materiales pesados de bajo valor añadido: arena y grava, cemento, materiales de construcción acabados (tales como marcos de metal), materiales de embalaje (papel) o ciertos productos químicos peligrosos.

## Geografía
Situado a orillas del Sena en Gennevilliers, el puerto se extiende sobre 401 hectáreas que le permiten mover cerca de 20 millones de toneladas de mercancías al año.
El puerto incluye tres tipos de espacios:
- 51 hectáreas de cuerpos de agua con dos canales y seis muelles de 660 a 800 metros de largo;
- una zona industrial de 220 ha con tiendas y naves comerciales, que alberga alrededor de 275 empresas, así como una incubadora de empresas;
- 272 hectáreas dedicadas a actividades portuarias y servicios diversos (seguridad, aduanas, bomberos, manipulación, transporte, establecimiento de empresas. Genera 8.000 empleos directos.

Está gestionado por el Puerto Autónomo de París, que gestiona varios otros puertos en Île-de-France en el Sena y sus afluentes, en particular el Oise.